# Советская эстрада и цирк
Сове́тская эстра́да и цирк — советский ежемесячный иллюстрированный журнал.
Выходил с июля 1963 года, с января 1992 по 1993 год — под названием «Эстрада и цирк». Ранее издавались его предшественники: «Цирк и эстрада» (1927–1930), «Цирк» (1925–1927), «Советский цирк» (1957–1963). Тираж в 1975 году — 75 тыс. экземпляров.
В журнале освещались вопросы теории, технологии и организации циркового дела, печатались исторические обзоры, критико-теоретические исследования, рецензии, монографии, очерки, творческие биографии и автобиографии мастеров цирка и эстрады, статьи об отдельных жанрах, справочно-хроникальная информация, прозаические и поэтические миниатюры на цирковые и эстрадные темы.
Главные редакторы: Н. В. Кривенко (1965–1973), В. И. Козлов (1973–1991), С. М. Макаров (1992–1993), В. А. Гурович (1993–1994).